# Efedrin
Az efedrin egy α és β adrenerg receptorokra egyaránt ható szimpatomimetikum, fenil-etilamin származék, mely  szerkezetileg hasonló a szintetikus származékaihoz (amfetamin és metamfetamin). Az efedrint izgatószerként, étvágycsökkentőként, koncentrációt segítő anyagként, érösszehúzóként és alacsony vérnyomás kezelésére használják. Kémiailag alkaloid, amely számos  Ephedra fajban megtalálható (Ephedraceae). Leggyakrabban a hidroklorid és szulfát sóit használják.
A hagyományos kínai orvoslásban használt ma huang (麻黄) gyógynövénynek (Ephedra sinica)  az efedrin és  pszeudoefedrin a fő hatóanyaga.

## Kémia
Az efedrin optikai izomériát mutat és két kiralitásközpontja van. Hagyományosan azokat az enantiomereket, amelyekben a két kiralitásközpont térállása ellentétes, efedrinnek, azokat, ahol megegyezik, pszeudoefedrinnek nevezik. Azaz az  (1R,2R)- és az (1S,2S)-enantiomereket  pszeudoefedrinnek; míg az   (1R,2S)- és (1S,2R)-enantiomereket efedrinnek nevezzük.
A gyógyászatban a  (-)-(1R,2S)-efedrint használják.

## Gyógyszerhatás
Az efedrin egy szimpatomimetikus amin - fő hatását tehát a szimpatikus idegrendszerben fejti ki, az adrenerg receptorokon hatva. Központi idegrendszeri hatásai gyengék, mert a vér-agy-gáton csak kis mértékben képes átjutni (ellentétben az amfetaminnal és a metamfetaminnal).
Növeli a posztszinaptikus noradrenerg receptoraktivitást, mivel gyengén hat a posztszinaptikus   α- és  β-receptorokon. Hatásmódja az adrenalinéval azonos, vérnyomásemelő hatása az adrenalinénál sokkal gyengébb, később kezdődik és a lassúbb lebomlás miatt elhúzódóbb. Direkt alfa- és béta-adrenoceptor izgató hatása mellett indirekt perifériás noradrenlin-felszabadulást okoz. Hatását nagyobb mértékben az okozza, hogy a preszinaptikus neuron nem képes különbséget tenni az efedrin és az endogén  adrenalin vagy  noradrenalin között.  Az efedrin tehát a noradrenalinnal keveredve részt vesz a  noradrenalin visszavételi mechanizmusban és visszakerül az idegvégződés belsejébe vezikulákba zárva.
Az efedrin a gyomor-bélhuzamból jól felszívódik, és a májban bomlik le a főként oxidativ dezaminációval és demetilációval a CYP 450 3A4 isoenzim közreműködésével de főleg a vese választja ki.

### Javallatok
Az efedrint korábban helyi dekongesztánsnak és hörgőtágítónak használták asztma kezelésében. Ma is használják, mert a perifériás ereket szűkíti, a hörgők simaizomzatának elernyesztése révén - fokozza a légzőkapacitást. De egyre kevesebbet használják, mivel megjelentek újabb szerek, kevesebb mellékhatással. Az orrnyálkahártyaduzzanat kezelésében az efedrint erősebb  α-adrenerg receptor agonisták váltották fel  (pl. oxymetazoline). Az asztma kezelésében teljesen átvették a szerepét a  β2-adrenerg receptor agonisták (pl. szalbutamol). Az efedrint továbbra is használják intravénásan a spinalis/epidurális anesztézia mellékhatásaként fellépő hipotenzió mérséklésére. Más hipotenzív állapotokban is használható, többek között ganglionblokkolók, antiadrenerg szerek túladagolása esetén. Használható narkolepszia és enuresis nocturna kezelésében is.
A hagyományos kínai orvoslásban évszázadok óta használják asztma és bronchitis kezelésére.
Mérsékli az allergiás tüneteket.

## Mellékhatások
- bőrgyógyászati: arcpír, izzadás, acne vulgaris
- emésztőrendszer: hányinger, étvágytalanság
- húgyivarszervek: vizeletmennyiség nőhet
- idegrendszer: izgatottság, zavar, álmatlanság, enyhe eufória, hallucinációk, érzékcsalódás, paranoia, pánik
- légzőrendszer: tüdőödéma
- egyéb: szédülés, fejfájás, tremor, hiperglikémia

### Vitatott mellékhatások
Az olyan súlyos, nemkívánatos kardiovaszkuláris mellékhatások mint a tachycardia, szívritmuszavar, szívinfarktus, Angina pectoris, hipertenzió, megjelenéséről jelentek meg publikációk, esettanulmányokban, FDA jelentésekben, de ezek létezése, vagy jelentős kockázata a klinikai vizsgálatok során nem igazolódott. A jelenlegi vizsgálatok szerint 1000-ből 1-használó esetén jelentkeznek, de az ok-okozati kapcsolat sem bizonyított. (Az efedrin, vagy az efedrin tartalmú gyógynövény táplálékkiegészítők használata és a súlyos szív és érrendszeri események között.) Tehát egyáltalán nem igazolt az sem, hogy okoz ilyen mellékhatást.

## Gyógyszerkönyv
A VIII. Magyar Gyógyszerkönyvben az alábbi formákban hivatalos:
| Efedrin, vízmentes         | Ephedrinum anhydricum             |
| Efedrin-hemihidrát         | Ephedrinum hemihydricum           |
| Efedrin-hidroklorid        | Ephedrini hydrochloridum          |
| Efedrin-hidroklorid, racém | Ephedrini racemici hydrochloridum |

## Készítmények
- Coderetta N tabletta  (Valeant Pharma)
- Coderit N tabletta  (Valeant Pharma)
- Coldargan orrcsepp  (Sigmapharm)
- Epherit tabletta  (ExtractumPharma)
- Hemorid kenőcs (Wagner-Pharma)
- Broksin hörgőtágító (AbdiBrahm)
- Mixtura pectoralis köptető (FoNo VII. szerint: efedrin-hidroklorid,[6] FoNo VIII.: már nem tartalmazza[forrás?])